# Biofuture
 (février 2024).
La mise en forme du texte ne suit pas les recommandations de Wikipédia : il faut le « wikifier ».
Les points d'amélioration suivants sont les cas les plus fréquents. Le détail des points à revoir est peut-être précisé sur la page de discussion.
- Les titres sont pré-formatés par le logiciel. Ils ne sont ni en capitales, ni en gras.
- Le texte ne doit pas être écrit en capitales (les noms de famille non plus), ni en gras, ni en italique, ni en « petit »…
- Le gras n'est utilisé que pour surligner le titre de l'article dans l'introduction, une seule fois.
- L'italique est rarement utilisé : mots en langue étrangère, titres d'œuvres, noms de bateaux, etc.
- Les citations ne sont pas en italique mais en corps de texte normal. Elles sont entourées par des guillemets français : « et ».
- Les listes à puces sont à éviter, des paragraphes rédigés étant largement préférés. Les tableaux sont à réserver à la présentation de données structurées (résultats, etc.).
- Les appels de note de bas de page (petits chiffres en exposant, introduits par l'outil «  Source ») sont à placer entre la fin de phrase et le point final[comme ça].
- Les liens internes (vers d'autres articles de Wikipédia) sont à choisir avec parcimonie. Créez des liens vers des articles approfondissant le sujet. Les termes génériques sans rapport avec le sujet sont à éviter, ainsi que les répétitions de liens vers un même terme.
- Les liens externes sont à placer uniquement dans une section « Liens externes », à la fin de l'article. Ces liens sont à choisir avec parcimonie suivant les règles définies. Si un lien sert de source à l'article, son insertion dans le texte est à faire par les notes de bas de page.
- La présentation des références doit suivre les conventions bibliographiques. Il est recommandé d'utiliser les modèles {{Ouvrage}}, {{Chapitre}}, {{Article}}, {{Lien web}} et/ou {{Bibliographie}}. Le mode d'édition visuel peut mettre en forme automatiquement les références.
- Insérer une infobox (cadre d'informations à droite) n'est pas obligatoire pour parachever la mise en page.

Pour une aide détaillée, merci de consulter Aide:Wikification.
Si vous pensez que ces points ont été résolus, vous pouvez retirer ce bandeau et améliorer la mise en forme d'un autre article.
 (octobre 2022).
La plateforme Biofuture (souvent plus simplement dite Biofuture ou Biofuturo au Brésil) est une initiative du gouvernement brésilien, proposée à d'autres pays, qui a été lancée à l'occasion de la COP22 de Marrakech en novembre 2016.
La plateforme est une initiative gouvernementale (du Brésil), pilotée par des États, mais se veut être un espace de coopération internationale, ouvert à d'autres parties prenantes, pour le développement industriel de la bioéconomie, et en particulier des agrocarburants et biocarburants, présentés dans ce cadre comme moyen de lutter contre le changement climatique ; Il s'agit aussi de créer un environnement politique propice « essentiel pour attirer des investissements suffisants ».
Mi-2019, la plateforme associe 20 pays, dont notamment le Brésil, les États-Unis, la Chine, l'Inde, le Canada, la France et l'Italie. Elle se présente comme « mécanisme multipartite de dialogue politique et de collaboration entre les principaux pays, les organisations, les universités et le secteur privé, orienté vers l'action, et dirigé par les pays ».
Les porteurs du projet de plate-forme Biofuturo se sont engagés à respecter les engagements pris à Rio + 20, notamment la Convention-cadre des Nations Unies sur les changements climatiques.

## Objectifs
Biofuture s'est donné comme mission de promouvoir et d'accélérer le développement à grande échelle de la production et l'utilisation de biomatériaux (bioplastiques notamment) et d'agrocarburants et de biocarburants (bois-énergie y compris) pour les secteurs de l'énergie, du transport (25% des émissions directes de gaz à effet de serre selon le GIEC) et de l'industrie, comme alternatives durables à faibles émissions de carbone devant remplacer les combustibles fossiles actuellement utilisés pour « transports, la chimie, les plastiques et d’autres secteurs », via des bioraffineries, qui pourraient convertir les déchets organiques en carburants, en électricité et en produits chimiques (« comme les raffineries pétrochimiques d’aujourd’hui, mais plus petites, plus vertes et plus durables ».
L’objectif ultime de Biofuture est d’« aider à la lutte mondiale contre le changement climatique, en apportant des solutions au transport à faible émission de carbone et à la bioéconomie pouvant aider les pays à atteindre leurs objectifs de contribution déterminés au niveau national, ainsi que de contribuer à la Objectifs de développement, en particulier les ODD 7 (énergie durable) et 13 (action contre le changement climatique), tout en contribuant également aux ODD 8 (croissance économique et travail décent), 9 (industrie, innovation et infrastructures), 2 (agriculture durable et lutte contre la faim ) et 15 (forêts et écosystèmes) ».
Biofuture fait une priorité des biocarburants dans le transport « compte tenu du fait que les carburants de transport à faible émission de carbone sont l'alternative la plus rapide pour réduire l'intensité en carbone du secteur des transports, sans attendre les modifications de la flotte et des infrastructures ». Biofuture promeut ainsi l’éthanol cellulosique ou de deuxième génération et les hydrocarbures produits à partir de résidus et déchets agricoles ; des carburants pouvant être mélangés à l'essence sans que cela nécessite de changer de moteur. Ces carburants semblent prêt a entrer dans une phase de production industrielle, de même pour le diesel vert, les carburants d'appoint, les algues et les biocarburants avancés pour l'aviation, selon la plateforme.

## Participants
Les pays membres doivent être des pays « soit déjà des leaders dans la nouvelle bioéconomie avancée, soit qui s'intéressent à son développement ». Au nombre de 20, il s'agit de l'Argentine, du Brésil, du Canada, de la Chine, du Danemark, de l'Égypte, des États-Unis, de la Finlande, de la France, de l'Inde, de l'Indonésie, de l'Italie, du Maroc, du Mozambique, du Paraguay, des Pays-Bas, des Philippines, de la Suède, du Royaume-Uni et de l'Uruguay...
La plateforme se veut multipartite, et veut nouer des partenariats officiels avec des ONG, des universités et des associations du secteur privé  (mi 2019 : 6 partenaires publics dont la FAO et l'IRENA, et 6 partenaires privés, surtout brésiliens).

## Histoire
Le projet a été fortement soutenu par le gouvernement brésilien qui dispose d'une politique nationale forte sur les biocarburants, dite RenovaBio.

## Gouvernance
Le gouvernement brésilien fait office de secrétariat / facilitateur par intérim de la plateforme Biofuture lors de son lancement et jusqu'à nouvel ordre.
La plate-forme se veut légère et efficiente, utilisant les moyens électroniques de collaboration pour limiter les réunions physiques (qui doivent se faire « de préférence parallèlement à d'autres réunions et manifestations internationales sur le climat et l'énergie propre qui réunissent les parties prenantes appropriées »).

## Critiques
Notamment à la suite des dérives observées par les plantations industrielles de palmier à huile qui prennent la place de vastes forêts primaires ou de terres cultivées en Indonésie, de même pour les cultures énergétiques en Amérique du Sud, rapidement des ONG environnementales (dont la Coalition mondiale des forêts/Global Forest Coalition, Indigenous Environmental Network, Soroptimist International, la Ligue internationale des femmes pour la paix et la liberté, des organisations affiliées régionales et nationales de la société civile et dizaines d'autres ONG, dans une lettre ouverte intitulée « L'industrialisation de la bioéconomie fait peser des risques sur le climat, l'environnement et les populations / Des groupes de la société civile refusent l'impact d'une croissance exponentielle de la bioéconomie ») craignent des conséquences aggravées pour l’environnement, la production alimentaire, les écosystèmes et les droits humains, et en particulier si ces alternatives impliquent une augmentation de la déforestation au profit de cultures industrielles d’arbres (palmiers à huile), de canne à sucre, de maïs, soja, etc. 
L'ONG « Sauvons la forêt » estime qu'il est aujourd'hui scientifiquement prouvé que les biocarburants augmentent les émissions de gaz à effet de serre au lieu de les réduire. Il est bien plus efficace d'investir dans la protection et la restauration des écosystèmes. Mais cela ne peut se faire face à d'importantes demandes en cultures et en bois. L'ONG estime aussi que le projet Biofuture risque de se faire au détriment :
- des droits humains : "la production de biocarburant à grande échelle a déjà conduit à l’accaparement de terres, ainsi qu'à de violentes expulsions, au déplacement de la production alimentaire et à la faim en raison de la hausse des prix des denrées alimentaires, à la destruction de la souveraineté alimentaire et à des violations du droit du travail. La nouvelle demande massive en terres agricoles pour produire la biomasse nécessaire à maintenir une bioéconomie mondiale ne ferait qu'empirer considérablement ces effets négatifs"[6],[7].
- de la biodiversité : des forêts et des écosystèmes riches en diversité biologique seraient défrichés pour faire place à la production de biomasse, comme cela a déjà été le cas pour les biocarburants à base de maïs, de canne à sucre, d'huile de palme et de soja. Pour protéger la biodiversité nous devons réduire et non pas augmenter notre demande en terres agricoles, ainsi que diminuer notre utilisation d'eau, d'engrais et de produits agrochimiques.
- de solutions réelles et efficaces, viables et équitables qui seront privées de subventions (détournées pour les abrobiocarburants), alors qu'il faudrait selon l'ONG lutter contre la surconsommation et les déchets, et protéger la forêt et les autres écosystèmes.

En réponse à ces critiques, Biofuture a produit fin février 2019 un courrier disant que la plateforme voulait s'appuyer sur des données scientifiques et qu'avec « la vigilance requise pour reconnaître et gérer les risques, corriger les erreurs et atténuer les impacts négatifs, la bioéconomie à faibles émissions de carbone peut contribuer de manière décisive à la réalisation des objectifs de développement durable des Nations-Unies. Les rejets généraux évoqués dans la lettre susmentionnée (lettre d'un collectif d'ONG), qui ne tiennent pas compte des données récentes et des travaux de la plate-forme Biofuture visant à échanger des enseignements et des pratiques optimales sur les meilleurs moyens de renforcer la bioéconomie, entravent en fait les efforts visant à surmonter les graves défis auxquels le monde est confronté et la construction d’un avenir durable que nous voulons tous ».

### Autres
1. ↑  Communiqué de presse : New 20-country coalition set to promote advanced fuels for the climate de lancement, 16 nov 2016
2. 1 2 3 4 5 6 7 8  Plate forme Biofuture, site officiel, consulté le 16 juin 2019
3. ↑  RenovaBio Mechanism – Policy and Instruments (2018)
4. ↑  The industrialisation of the Bioeconomy poses risks to the climate, the environment, and people / Civil society groups reject the impact of an exponential growth of the Bioeconomy (L'industrialisation de la bioéconomie fait peser des risques sur le climat, l'environnement et les populations / Des groupes de la société civile refusent l'impact d'une croissance exponentielle de la bioéconomie)
5. ↑  biofuelwatch.org.uk/biomass-resources/resources-on-biomass/ ; où l'on trouve une liste d'études montrant que le bois-énergie est loin d'être neutre en carbone.
6. ↑  Lettre- (en anglais) : https://docs.google.com/forms/d/e/1FAIpQLSfBzGakopXAx0N6qQ3Bl1AM_fI7AFrk2OnnZqNADQd1YM2EHQ/viewform
7. ↑  Christopher B Field et al. (2008). biomass Energy: The Scale of the Potential Resource, Trends in Ecology and Evolution, février 2008; Note that the 5% figure is based on global energy use in 2005. It translates into 27 EJ
8. ↑  Lettre ouverte intitulée “the industrialization of the Bioeconomy poses risk to the climate, the environment, and the people”,